# Рестиво, Маттео
Маттео Рестиво (итал. Matteo Restivo, род. 4 ноября 1994 года, Удине) — итальянский пловец. Бронзовый призёр чемпионата Европы на дистанции 200 метров на спине и в эстафете (2018).

## Карьера
В августе 2018 года в Глазго он стал бронзовым призёром чемпионата Европы на 200-метровой дистанции на спине с результатом 1:56.29.
В смешанной эстафете 4х100 метров комплексным плаванием в составе команды Италии также завоевал бронзовую награду Чемпионата Европы в Глазго, показав результат 3:44.85.
На Олимпийских играх 2020 года занял 20-е место в плавании на спине на 200 метров.

## Достижения
- Чемпионат Европы по водным видам спорта:
  - Глазго 2018: бронза  200 м спина;
  - Глазго 2018: бронза  смешанная эстафета 4×100 метров комплексным плаванием;